# Seán O'Casey
Sean O’Casey (30. marts 1880 i Dublin, Irland – 18. september 1964 i Torquay, England) var en irsk frihedskæmper, socialist og dramatiker. Gennem sin kritiske fremstilling i sine værker af de irske frihedskampe regnes han for at være en af det 20. århundredes største dramatikere.
O’Casey voksede op i en protestantisk arbejderfamilie i et slumkvarter i Dublin. Han begyndte sit politiske arbejde i den republikanske og revolutionære organisation Irish Republican Brotherhood (IRB). Han tilsluttede sig fagforeningen Irish Transport and General Workers' Union og blev i marts 1914 generalsekretær for arbejderforeningen Irish Citizen Army, som han igen forlod i juli 1914. O'Casey kritiserede Påskeopstanden 1916 i Dublin. (Sine iagttagelser af hændelserne blev i 1926 til dramaet The Plough and the Stars.
Derefter begyndte han med stor succes at skrive socialkritiske- og samfundskritiske teaterstykker. Fra 1923 til 1927 blev de opført på Irlands nationalteater Abbey Theatre. Men da hans antikrigs-drama The Silver Tassie blev afvist, udvandrede han til England.
Der skrev han andre teaterstykker, der med undtagelse af Within the Gates aldrig blev så kendte som hans første teaterstykker.

## Værker
- The Harvest Festival (ikke opført 1918)
- The Story of the Irish Citizen Army" (1919, under pseudonymet 'P. O. Cathasaigh')
- The Shadow of a Gunman (1923)
- Kathleen Listens in (1923)
- Juno and the Paycock (1924)
- Nannie's Night out (1924)
- The Plough and the Stars (1926)
- The Silver Tassie (1927)
- Within the Gates (1934)
- The End of the Beginning (1937)
- A Pound on Demand (~1930er)
- The Star Turns Red (1940)
- Red Roses for Me (1942)
- Purple Dust (1940/ 1945)
- Oak Leaves and Lavender
- Cock A Doodle Dandy (1949)
- Hall of Healing (1951)
- Bedtime Story (1951)
- The Bishop's Bonfire (1955)
- Behind The Green Curtains (1961)

- 6-binds selvbiografi
  - I Knock at the Door
  - Pictures in the Hallway
  - Drums Under the Window
  - Inishfallen Fare Thee Well
  - Rose and Crown
  - Sunset and Evening Star

## Film
- 1930: Juno and the Paycock – Regie: Alfred Hitchcock
- 1936: The Plough and the Stars
- 1963: Uspořená libra (A Pound on Demand) – Regie: Vladimír Svitáček, Ján Roháč (tjekkisk fjernsynsfilm)
- 1964: Cassidy, Young Cassidy – Med: Rod Taylor; Regie: John Ford – efter O'Caseys selvbiografi
- 1968: Penzion pro svobodne pany – efter teaterstykket „Bedtime Story“
- 1995: Shadow of a Gunman – Med: Kenneth Branagh